# Metro w Kioto

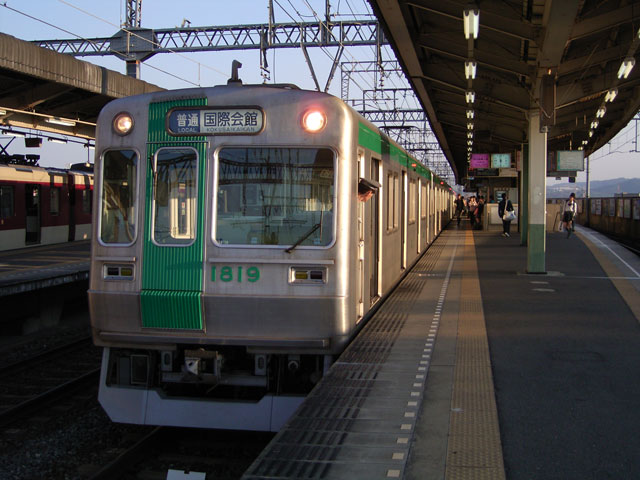
EZT „10” linii Karasuma na stacji sieci Kintetsu

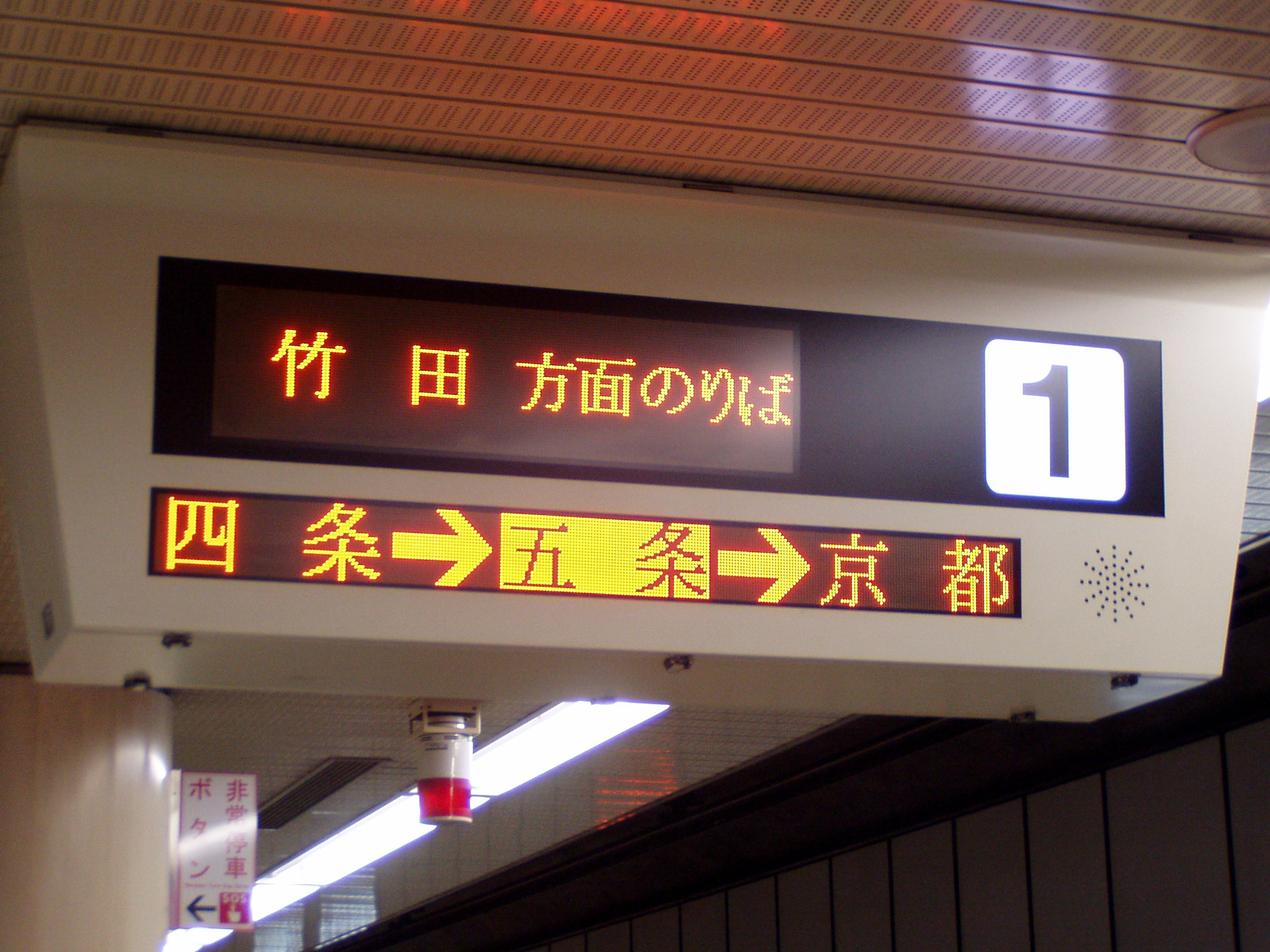
Wyświetlacz położenia najbliższego pociągu; linia Karasuma

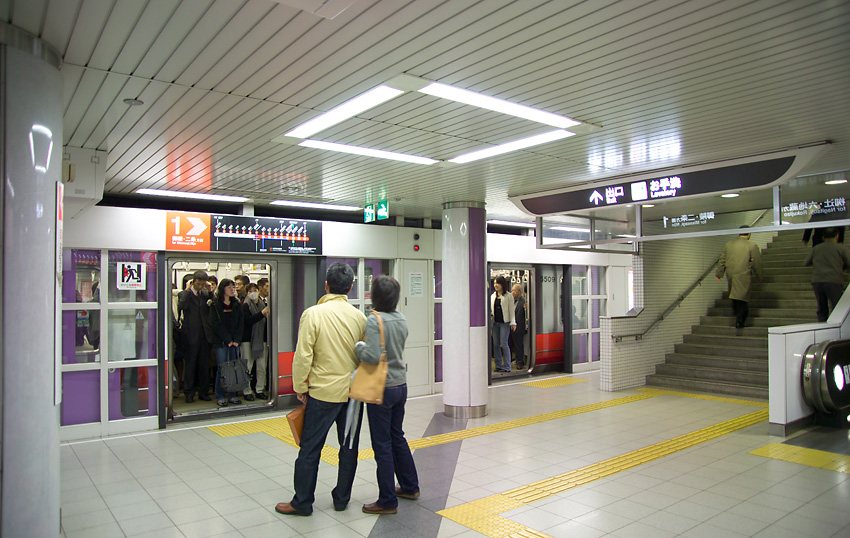
Stacja Higashiyama na Tōzai-sen. Widoczna ścianka bezpieczeństwa, oznakowanie dla niedowidzących oraz schody ruchome tylko w kierunku na górę

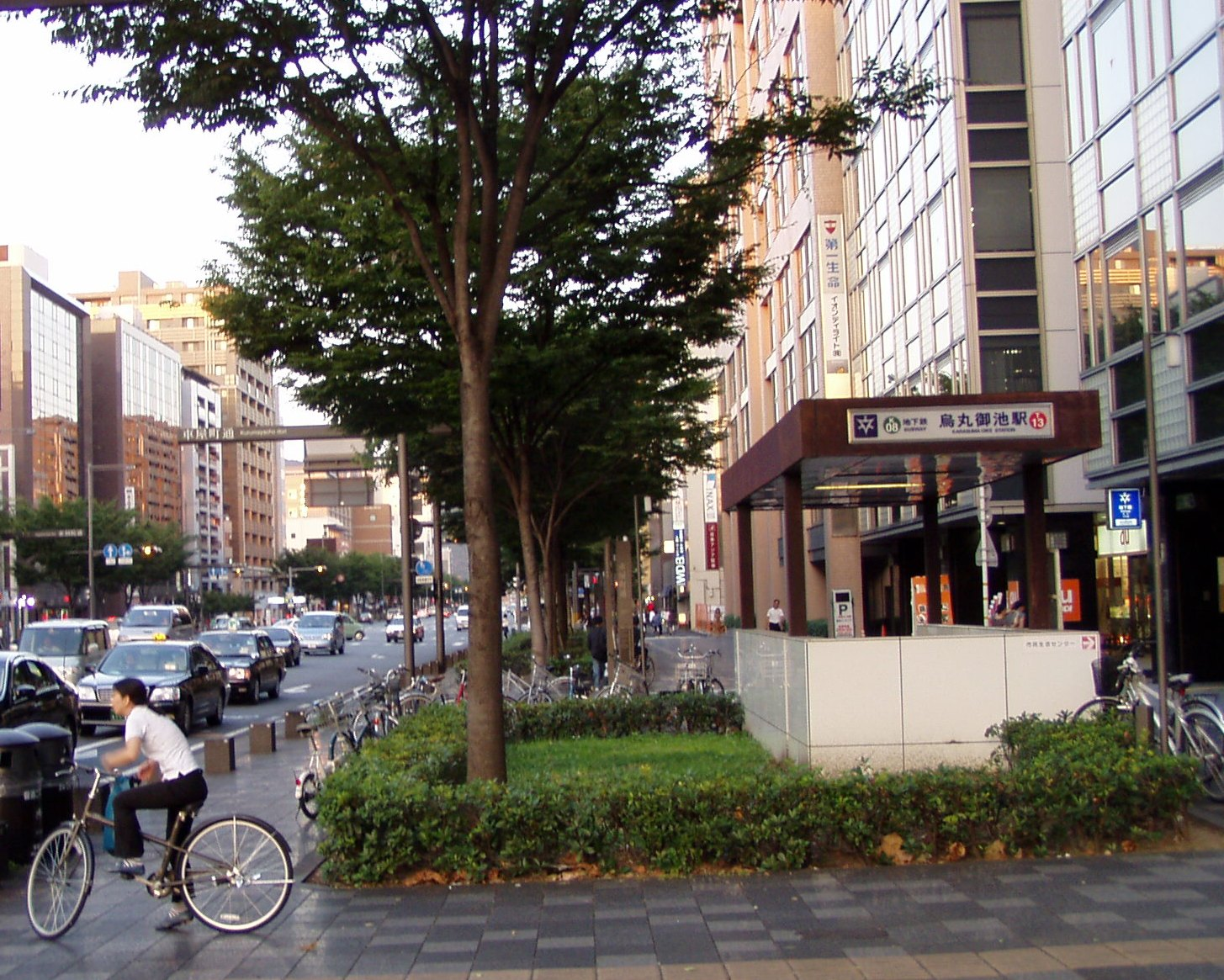
Jedno z wejść do stacji Karasuma-Oike, Oike-dōri. Forma wzorowana na metrze tokijskim

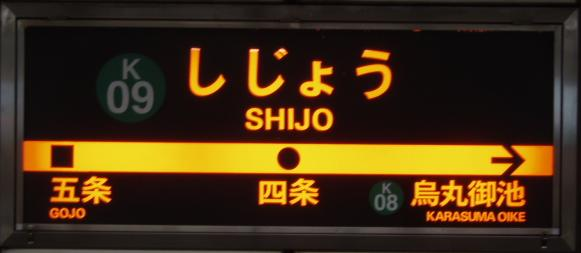
Typowy szyld stacyjny na linii Karasuma

Metro w Kioto, jap.: 京都地下鉄 Kyōto Chikatetsu, pełna nazwa　京都市営地下鉄 Kyōto Shiei Chikatetsu (pol.: „Miejska Kolej Podziemna Kioto”) – sieć szybkiej kolei miejskiej należącej do Miasta Kioto i obsługującej jego terytorium. Sieć, długości 31,2 km, jest przykładem jednego z mniejszych systemów metra funkcjonujących w Japonii.

## Sieć

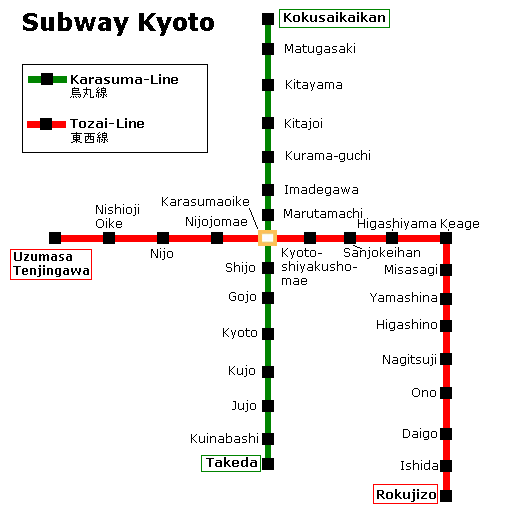
Sieć metra kiotańskiego. Nie pokazano połączeń z innymi kolejami

Sieć metra kiotyjskiego składa się z dwóch niezależnie od siebie eksploatowanych linii, przecinających się w śródmieściu na stacji 烏丸御池 Karasuma-Oike.
- 烏丸線 Karasuma-sen (oznaczenie „Ｋ”) – linia długości 13,7 km, całkowicie podziemna, o przebiegu NS, w śródmieściu pod ulicą 烏丸通 Karasuma-dōri – skąd nazwa. Zajezdnia znajduje się koło stacji końcowej 竹田 Takeda. Ważne stacje na trasie to (poza Karasuma-Oike):　京都 Kyōto – pod głównym dworcem kolejowym,　四条 Shi-jō – przesiadkowa na Hankyū-Kyōto-sen oraz　国際会館 Kokusai-kaikan przy centrum kongresowym (końcówka północna linii). Na południowym krańcu (stacja Takeda) Karasuma-sen jest połączona z linią kolei prywatnej 近鉄京都線 Kintetsu-Kyōto-sen.

- 東西線 Tōzai-sen (oznaczenie „Ｔ”) – linia długości 17,5 km, całkowicie podziemna, o przebiegu WZ (skąd nazwa), w śródmieściu pod ulicą 御池通 Oike-dōri. Linia łączy ze śródmieściem dzielnice położone w dolinie rzeki Yamashina, oddzielone pasmem wzgórz Higashiyama. Ważne stacje linii to:　二条 Nijō – przesiadkowa na JR-Sagano-sen,　三条京阪 Sanjō-Keihan – na Keihan-honsen, 山科 Yamashina – na JR Tōkaidō-honsen oraz　六地蔵 Rokujizō – na linię JR-Nara-sen. Na odcinku Sanjō-Keihan – 御陵 Misasagi infrastruktura należy do kolei „trzeciego sektora” 京都高速鉄道 Kyōto Kōsoku Tetsudō, która przekazała eksploatację Miastu Kioto. Na stacji Misasagi linia jest połączona z 京阪京津線 Keihan-Keishin-sen. Zajezdnia, całkowicie podziemna, znajduje się przy stacji 醍醐 Daigo.

Linie metra nie są jedynymi podziemnymi kolejami w Kioto. Dwie aglomeracyjne koleje prywatne, łączące Kioto z Osaką, eksploatują pod śródmieściem podziemne linie „głębokiego wprowadzenia”. Są to linie Hankyū-Kyōto na końcowym odcinku Ōmiya – Kawaramachi, przebiegająca pod ulicą Shi-jō (z 1963 r.), oraz linia Keihan-Honsen/Ōtō-sen, przebiegająca pod wschodnim nabrzeżem rzeki Kamagawa, między stacjami Shichi-jō i końcówką Demachi-Yanagi (z lat 1987 i 1989). Jako jedyne obsługują one rozrywkowo-handlowe centrum miasta funkcjonujące wokół mostu Shijō-Ōhashi. Linie metra zbudowane były z myślą obsługi tradycyjnego śródmieścia, wokół skrzyżowania Karasuma-dōri i San-jō.
Koleje prywatne Hankyū, Keihan, Kintetsu odgrywają istotną rolę w obsłudze ruchu miejskiego. Mniejszą rolę odgrywa kolej JR Nishi Nihon, ale w ruchu miejskim wykorzystywane są szczególnie jej dwie linie, Nara i Sagano.

## Kwestie techniczne
Sieć zbudowana jest na torze rozstawu normalnego. Obie linie zasilane są z góry prądem =1500V.　Linia Karasuma eksploatowana jest w trybie ATC. Linia Tōzai jest bardziej zaawansowana technicznie: eksploatuje się ją w trybie ATO, wszystkie stacje mają pełnej wysokości ścianki bezpieczeństwa.
Na linii Tōzai wykorzystano cztery metody budowy – odkrywkową (pod stropem tymczasowym) na odcinkach przebiegających pod ulicami, tarczową – na odcinkach pod kwartałami i pod rzeką Kama oraz górniczą przy przekroczeniu wzgórz Higashiyama (między stacjami Misasagi – 蹴上 Keage). Modyfikacją pierwszej metody było wykonanie stropu przy pomocy gęstego palowania przeciskanego pod powierzchnią jezdni (tzw. metoda „bay-proof”). Umożliwiło to ciągłą eksploatację ulicy. Metodę tę zastosowano na newralgicznych, stosunkowo krótkich odcinkach. Dla uzyskania bezkolizyjnego rozplotu linii metra i linii Keishin, węzłowa stacja Misasagi zbudowana jest z peronami w dwóch poziomach w układzie kierunkowym.
Tunele drążone tarczą mają rurę średnicy zewnętrznej 5,70 m, wewnętrznej 4,70 m. Tunele drążone metodą górniczą wykonane były przy pomocy tzw. „Neue Österreichische Tunnelbaumethode”, polegającej na zamrażaniu gruntu przed wydrążeniem i ustabilizowaniem profilu konstrukcji. Oprócz linii Tōzai, zastosowano ją także na Karasuma, w północnej części trasy.
Wszystkie stacje budowane były odkrywkowo (pod stropem tymczasowym lub metodą „bay-proof”) i mają przekrój prostokątny.

## Tabor
EZT typu „10” eksploatowane na linii Karasuma, produkcji Kinki-Sharyō i Hitachi, mają cztery wagony silnikowe (w tym sterownicze) i dwa doczepne. Pudła wagonów mają szerokość 2,78 m i długość 20 m (20,5 m całkowitej). Maksymalna pojemność wagonu bez kabin sterowniczych – 202 osoby. Wagony mają po cztery pary drzwi. Pociągi mogą rozwinąć prędkość 105 km/h – na linii metra jednak dopuszczalna jest maksymalnie 75 km/h. Istnieje też odmiana czterowagonowa tego typu.
EZT typu „50”, produkcji firmy Hitachi, eksploatowane na linii Tōzai, mają taki sam stosunek liczby wagonów napędzanych do doczepnych, ale te ostatnie są też wagonami sterowniczymi. Są one jednak mniejsze: długość wagonu 16 m (16,5 m), szerokość – 2,42 m. Jak wolno podejrzewać, mniejsze gabaryty zostały przyjęte po to, by linii używał też mniejszy tabor linii Keihan-Keishin. Maksymalna pojemność wagonu bez kabin sterowniczych – 146 osób. Wagony mają po trzy pary drzwi. Maksymalna prędkość – 75 km/h.
Pociągi Keihan-Keishin, typu „800”, są czterowagonowe – zatrzymują się w oznaczonych sektorach peronu (część drzwi w peronowej ściance bezpieczeństwa pozostaje zamknięta).
Dwa typy EZT kolei Kintetsu, "3200" oraz „3220”, mają prawo wjazdu na linię Karasuma.

## Eksploatacja
Na obu liniach pociągi metra kursują w zestawach sześciowagonowych. Największa częstotliwość, na linii Karasuma, wynosi 3,5 min (Tōzai: 4 min).
Prędkość komunikacyjna na linii Karasuma wynosi 29,9 km/h, na Tōzai – 30,4 km/h. Linia Karasuma przewozi dziennie 241 tys. osób, Tōzai – 138 tys. (2016).
Pociągi kolei prywatnej Kintetsu i metra „przechodzą” między Karasuma-sen i Kintetsu-Kyōto-sen, a następnie Kintetsu-Nara-sen. Dotyczy to czterech par kursów na godzinę: poza szczytem dwie pary pośpiesznych do Nary i dwa lokalne do stacji 新田辺 Shin-Tanabe przez cały dzień. Pociągi tych relacji przejeżdżają całą linię Karasuma.
Pociągi linii Keishin kolei prywatnej Keihan (3-4 pary na godzinę), łączące miasto Ōtsu z Kioto, wspólnie z pociągami Tōzai-sen wykorzystują linię Kyōto-Kōsoku (i krótki fragment linii własnej metra) między stacjami Misasagi i 京都市役所前 Kyōto-Shiyakusho-mae („Ratusz Kioto”), gdzie kończą bieg.
Ceny biletów zależą od odległości, wahają się od 210円 do 340円. Bilety na przesiadkę na autobusy Miasta Kioto są droższe o 160円 (60円 mniej niż osobny bilet autobusowy). Warto zauważyć, że przejazd metrem jest droższy od przejazdu kolejami prywatnymi, których najtańsze bilety kosztują 150円. Bilet jednodniowy na metro kosztuje 600円, na metro i autobusy Miasta Kioto i firmy Kyōto-Bus – 1200円 (dwudniowy – 2000円).

## Historia
Kioto było pierwszym miastem japońskim, gdzie uruchomiono tramwaj elektryczny – było to w 1895 r. Duża sieć tramwajowa funkcjonowała do trzeciej dekady XX w.; ostatnią linię zamknięto w 1978 r., w przededniu epoki metra. Formą pośrednią między tramwajem a kolejką dojazdową są funkcjonujące do dzisiaj dwie linie 京福 Keifuku (tzw. 嵐電 Randen), łączące przedmieście Arashiyama ze śródmieściem oraz linia　叡山電鉄 Eizan Dentetsu (tzw. 　叡電 Eiden), przebiegająca skrajem północno-wschodnich dzielnic.
Najstarszy odcinek metra to śródmiejska część linii Karasuma 北大路 Kita-Ōji – Kyōto, uruchomiony w 1981 r. Linia była przedłużona na południe do stacji Takeda w 1988, na północ do stacji 北山 Kitayama 1990, do Kokusai-Kaikan w 1997 r. Przechodzenie pociągów na linię Kintetsu rozpoczęło się wraz z otwarciem odcinka do Takedy, początkowo tylko do Shin-Tanabe, a od 2000 do Nary. Większość linii Tōzai (do stacji Daigo) otwarto w 1997 r.; przedłożono ją do Rokujizō w 2004. W 2008 r. wydłużono linię na zachód do stacji 太秦天神川 Uzumasa-Tenjingawa.